# Цыденов, Алексей Самбуевич
Алексе́й Самбу́евич Цыде́нов (род. 16 марта 1976, Петровск-Забайкальский, Читинская область) — российский государственный деятель и политик. Заместитель министра транспорта Российской Федерации (2012—2017). Глава Республики Бурятия — Председатель Правительства Республики Бурятия с 22 сентября 2017 (врио 7 февраля — 22 сентября 2017). Секретарь Бурятского регионального отделения партии «Единая Россия», член её Высшего совета.

## Биография
Родился 16 марта 1976 года в городе Петровске-Забайкальском Читинской области в семье потомственных железнодорожников. Отец Самбу Цыденович Цыденов — Почётный железнодорожник РФ, кандидат технических наук. Мать — Любовь Трофимовна Цыденова (Шутюк) — работала экономистом.
Идентифицирует себя как метис. В интервью журналистам Цыденов сообщил: «Мой отец — бурят, мать — русская, я сам, соответственно, метис». В другом интервью он заявлял: «У меня 50 % бурятская кровь, вторые 50 % — там русская кровь. Не знаю, можно ли выделять украинскую, — то и украинская кровь и ещё не четвертушку или осьмушка — кавказская кровь».

### Образование
В 1993 году окончил среднюю школу № 5 в Чите и поступил в Забайкальский институт железнодорожного транспорта Читы, который окончил с отличием в 1998 году по специальности «Организация перевозок и управление на транспорте (железнодорожном)». По другим данным Цыденов окончил Дальневосточный государственный университет путей сообщения (г. Хабаровск) по той же специальности.
В 2011 году прошёл переподготовку в Российской академии народного хозяйства и государственной службы при Президенте Российской Федерации по программе подготовки высшего уровня резерва управленческих кадров.

### Трудовая деятельность
Во время учёбы, по его собственным словам, был профсоюзным лидером вуза и свою трудовую деятельность начал в отделе социально-экономического развития института. В студенческие годы работал также проводником на маршруте Борзя ─ Москва.
По окончании университета с 1998 по 2001 год работал на Дальневосточной железной дороге бухгалтером, начальником сектора, начальником отдела маркетинга и договорной работы.
С 2002 по 2004 год — генеральный директор ООО «Дальнефтетранс». Параллельно был директором также в ООО «Дальсибнефтетранс», ООО «Дальсибнефтетрансвосток».
С 2004 по 2006 год — генеральный директор ОАО «Дальневосточная транспортная группа». ОАО ДВТГ — один из первых независимых железнодорожных операторов России — объединила две компании — ЗАО «Дальнефтетранс» и «Дальлестранс». Фирмы занимались соответственно перевозкой нефти и леса. Обе компании основала Раиса Паршина в партнерстве с Юрием Голиусовым.
С 2004 года являлся также владельцем ООО «Сахауглетранс» (ликвидировано в 2016 году).
В 2006 г. Цыденов покидает бизнес и уходит на государственную службу. 2006—2009 гг. — заместитель директора Департамента государственной политики в области железнодорожного транспорта Министерства транспорта Российской Федерации.
С 2009 по 2011 год — начальник отдела, заместитель директора департамента промышленности и инфраструктуры Аппарата Правительства Российской Федерации.
В кадровом резерве Президента России с 2010 года.
С конца декабря 2011 по июнь 2012 года — руководитель Федерального агентства железнодорожного транспорта Российской Федерации.
С июня 2012 года по 7 февраля 2017 года — заместитель Министра транспорта Российской Федерации. На данной должности, по собственным словам, «отвечал за ряд направлений: железнодорожную отрасль, различные комплексные транспортные объекты, включая автомобильные дороги, портовую инфраструктуру. В частности, курировал строительство Мурманского транспортного узла. Также занимался информатизацией ведомства и реформированием упраздненной в феврале 2016-го Росграницы, контролировал реорганизацию структуры. А ещё ─ наземное использование технологий ГЛОНАСС, транзитные перевозки, стратегическое планирование в рамках министерства».
С 2016 по 2017 год входил в совет директоров ОАО «Российские железные дороги».
С 7 февраля 2017 года по 22 сентября 2017 года — временно исполняющий обязанности главы Республики Бурятия.
С 22 сентября 2017 года — Глава Республики Бурятия.
С 18 июля 2018 по 28 января 2019 и с 21 декабря 2020 — член президиума Государственного Совета Российской Федерации.
8 декабря 2018 года, на основании решения, принятого делегатами XVIII съезда политической партии «Единая Россия» был введён в состав Высшего совета партии.
С 11 марта 2020 года секретарь Бурятского регионального отделения партии «Единая Россия».

## Глава Республики Бурятия
7 февраля 2017 года указом Президента России Владимира Путина назначен временно исполняющим обязанности Главы Республики Бурятия «до вступления в должность лица, избранного Главой Республики Бурятия».

### Выборы 10 сентября 2017 г.
Одержал победу на выборах, набрав 87,43 % голосов избирателей.
Вступил в должность Главы Республики Бурятия 22 сентября 2017 года.

### Выборы 11 сентября 2022 г.
11 сентября 2022 года на выборах главы Республики Бурятия одержал победу в первом туре (набрав 86,23 % голосов) и был переизбран на второй срок.

## Общественная позиция
Алексей Цыденов поддержал признание самопровозглашённых Донецкой и Луганской народных республик, а позднее поддержал нападение России на Украину.
1 февраля 2022 г. А. Цыденов заявил о необходимости поддержать семьи военнослужащих, участвующих во вторжении на Украину. 22 сентября 2022 г. одобрил указ о частичной мобилизации в России.
В ноябре 2022 года Цыденов заявил что раненных участников нападения на Украину трудоустроят в школы Бурятии: они будут преподавать начальную военную подготовку.

## Санкции
24 февраля 2023 года Государственным департаментом США Цыденов включён в санкционный список лиц причастных к «осуществлению российских операций и агрессии в отношении Украины, а также к незаконному управлению оккупированными украинскими территориями в интересах РФ», в частности за «призыв граждан на войну в Украине». 
Ранее Цыденов был внесён ФБК в список коррупционеров и разжигателей войны, с предложением введения против него международных санкций.
С 1 апреля 2023 года находится под санкциями Украины как «осуществлявший поддержку/поощрение /публичное одобрение политики РФ, направленной на проведение военных действий и геноцид гражданского населения в Украине».

## Семья
Отец — Самбу Цыденович Цыденов. Родился 26 июля 1950 года в городе Борзя Читинской области (ныне Забайкальский край). Его родители работали монтерами пути на Забайкальской железной дороге. Окончил Хабаровский институт инженеров железнодорожного транспорта по специальности «Строительство железных дорог, путь и путевое хозяйство» в 1972 г. В 1972 году пришел на должность бригадира в Карымскую дистанцию пути Забайкальской железной дороги. Затем на различных должностях проработал в путевом хозяйстве более 20 лет. В начале 1987 года его направили во вновь созданное Дорожное конструкторско-технологическое бюро. Когда на Забайкальской начали внедрять бесстыковой путь, Самбу Цыденов в бюро разрабатывал проекты для их укладки, для РСП-37 и ПМС-46 — новую технологию сварки коротких бесстыковых плетей, выгруженных в колее пути машиной ПРСМ. Большой профессиональный опыт в текущем содержании пути, разработка и внедрение конструкторско-технологических новшеств помогли Самбу Цыденовичу в 2000 году защитить кандидатскую диссертацию во Всероссийском научно-исследовательском институте железнодорожного транспорта (ВНИИЖТ) по теме «Совершенствование системы ведения путевого хозяйства на примере Забайкальской железной дороги». В 2000-е я работал в должности главного инженера службы пути, координировал комплекс работ по модернизации Жипхегенского и Талданского щебеночных заводов, обеспечивал строительство производственной базы вновь организованного СПМС-316 в Чите. Параллельно в соавторстве с доктором технических наук, заведующим лабораторией ВНИИЖТа Виктором Певзнером разрабатывал «Технические указания по перекладке термоупроченных рельсов типов Р65 и Р75 в звеньевом пути». В 2003 году Самбу Цыденов с семьей переехал в Хабаровск, его назначили на должность начальника дорожного центра диагностики пути. Через три года он перешел в Дорожное конструкторско-технологическое бюро. Сначала главным инженером, а с апреля 2009 года стал начальником бюро. За трудовые заслуги в 2012 году С. Цыденову присвоено звание почетного железнодорожника. Автор семи патентов на разные технические средства по обслуживанию железнодорожных путей.
Мать — Любовь Трофимовна Цыденова (Шутюк). Родилась 1 августа 1951 года в посёлке Новорайчихинск Амурской области. Предки из украинских переселенцев. Дед — Дорофей Шутюк работал кондуктором в 1903—1904 году на станции Харбин. Родители уже родились на Дальнем Востоке. Отец — Трофим Дорофеевич Шутюк — во время Великой Отечественной войны был строителем секретных партизанских объектов в Амурской области. Любовь Цыденова трудилась в должности экономиста на железной дороге.
Алексей Цыденов женат, воспитывает четверых детей.
Супруга — Ирина Викторовна Цыденова — по образованию врач, в настоящее время домохозяйка. Окончила физико-математическую школу в г. Чите. Поступила в Читинскую государственную медицинскую академию. На третьем курсе познакомилась с Алексеем Цыденовым, сыграли свадьбу. Будучи студентами, переехали в Хабаровск. Там окончила Дальневосточный государственный медицинский университет, получила специальность врача-фтизиопульмонолога. Прошла ординатуру в Москве, работала у профессора В. А. Стаханова.
Старший сын Илья (род. 1998) изучает ракетостроение в МГТУ им. Баумана. Сын Георгий (род. 2005) и дочь Кира (род. 2009) — школьники, младший сын Лев (род. 2016).

## Классный чин
- Действительный государственный советник Российской Федерации 2 класса (2 июля 2010)[43].

## Награды
- Благодарность Министра транспорта Российской Федерации (2007, 2008)
- Нагрудный знак «Почетный железнодорожник» (2008)
- Памятная медаль «Россия — 40 лет в ИКАО» (2010)
- Почётная грамота Аппарата Правительства Российской Федерации (2010)
- Благодарность Председателя Совета Федерации Федерального собрания Российской Федерации (2011)
- Почётная грамота Министерства транспорта Российской Федерации (2012)
- Почётная грамота Счетной палаты Российской Федерации (2013)
- Орден Дружбы (2014)
- Нагрудный знак МВД России «За содействие МВД» (2015)
- Медаль «За вклад в создание Евразийского экономического союза» III степени (8 мая 2015 года, Высший совет Евразийского экономического союза)[44]
- Благодарность Правительства Российской Федерации (2016)
- Нагрудный знак «Почётный работник транспорта России» (2016)
- Медаль Павла Мельникова (2017)
- Медаль Столыпина П. А. II степени (2017)
- Орден Полярной звезды (2018, Монголия)[45]
- Медаль «За вклад в укрепление обороны Российской Федерации» (Минобороны России, 2021)[46]
- Орден Александра Невского (2023) за вклад Бурятии в войну с Украиной. Бурятия — один из регионов с наибольшим количеством погибших в ходе вторжения[47][48].